# Церковь Святого Георга (Самара)
Церковь Святого Георга (Самарская кирха) — евангелическо-лютеранский храм в Самаре. Община входит в Самарское пропство Евангелическо-лютеранской церкви Европейской части России.

## История

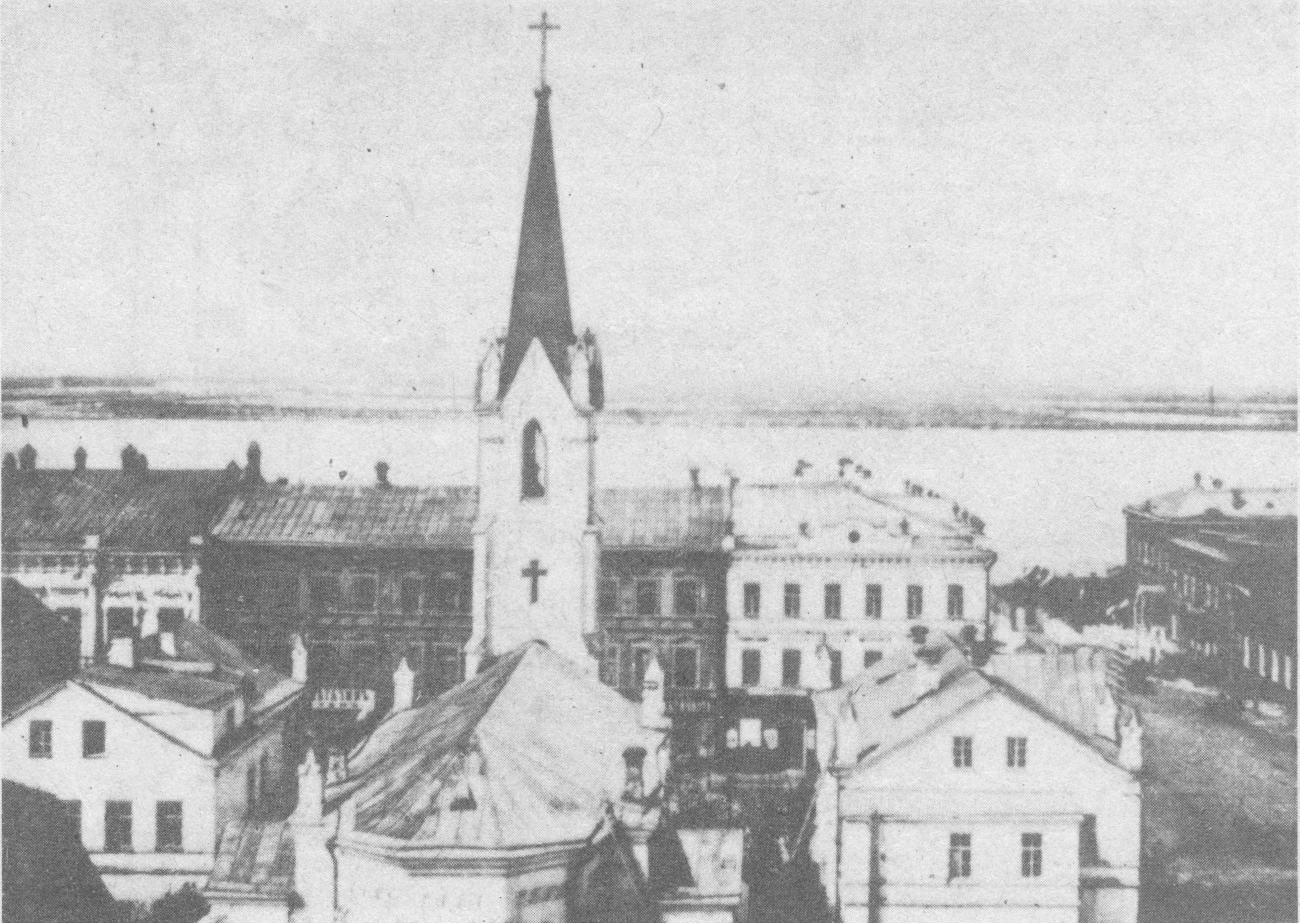
Самарская кирха в начале XX века

Строительство самарской кирхи было оплачено русским купцом Егором Никитичем Аннаевым, который, будучи по вероисповеданию католиком, в 1854 году задумал строительство римско-католической церкви для католической общины Самары. Аннаев начал строительство храма на принадлежавшем ему участке земли и на свои средства.
К 1863 году здание церкви было почти достроено, когда в январе 1863 года в Царстве Польском вспыхнуло восстание против власти Российской империи. В 1864 году Польское восстание было подавлено, но после него власти Российской империи сталь относиться негативно ко всему польскому и католическому. Поэтому в том же году с согласия Е. Н. Аннаева и католической общины здание церкви было передано самарским лютеранам, община которых была создана в 1854 году самарским губернатором Константином Гротом и к 1865 году насчитывала 112 прихожан. Здание кирхи было достроено на пожертвования жителей Самары и средства из лютеранской кассы взаимопомощи. И 26 сентября 1865 года здание кирхи было освящено дивизионным проповедником Пундани совместно с пастором Мейером из Симбирска.
Первое время своего пастора у кирхи не было, и сюда на богослужения периодически приезжали лютеранские проповедники Пундани и Керн. Лишь в июле 1868 году пастором кирхи стал Эдуард Иогансен, ранее 8 лет проводивший богослужения в Омске и вместе с семьёй переехавший в Самару. Кирха стала духовным центром немцев, проживавших в Самарской губернии. Так, при кирхе действовали детский сад и школа для детей из немецких семей.
В 1875 году в Самаре случился большой пожар, от которого здание кирхи сильно пострадало. Но после ремонта оно было восстановлено, и к нему пристроили два флигеля, в которых разместились пасторат, квартира пастора и дом общины.
После Октябрьской революции 1917 года кирха продолжала работать. С 1924 года в отношении лютеранской общины начались репрессии.
5 января 1930 года церковь закрыли по постановлению горисполкома, а некоторых прихожан арестовали.
Во время Советской власти здание кирхи использовали для собраний «Союза безбожников», в дальнейшем в нём разместился склад.
Восстановление
19 августа 1991 года в Самаре была создана евангелическо-лютеранская община, а 6 сентября 1991 года по решению самарского горисполкома лютеранской общине был передан комплекс зданий лютеранской кирхи. 21 декабря 1991 года в ней было проведено первое Рождественское богослужение, которое совершил приехавший из Москвы пастор.
Затем в кирхе начались ремонтные работы. 8 августа 1993 года на ней был установлен крест, а 4 сентября 1994 года кирху освятили. Первые богослужения 2 раза в месяц в ней проводили пасторы, приезжавшие из соседних регионов России.
С 1995 года в церкви работал пастор Фридрих Демке, отвечавший как за Самарскую область, так и за Ульяновскую. С 1997 года начали проводить богослужения пасторы, которых направила в Самару Евангелическая церковь земли Вюртемберг (Германия): Рольф Барайс, Маркус Шох, Ангелика Дёпманн и Маркус Лайдиг.
С июня 2003 года в кирхе работает механический орган.

## Пасторы
- Ольга Васильевна Темирбулатова, с 2013 года президент Синода Евангелическо-лютеранской церкви Европейской части России, с 2014 года пропст общин Самарской области.
- Попов Алексей Борисович